# Duvtjärnen, Dalarna
Duvtjärnen är en sjö i Borlänge kommun i Dalarna och ingår i Dalälvens huvudavrinningsområde.